# Liste der Justizminister Schwedens
Dies ist eine Liste der Justizminister Schwedens seit 1809.

## Justizstaatsminister (1809–1876)
| Name                                      | Amtsbeginn         | Amtsende           |
| ----------------------------------------- | ------------------ | ------------------ |
| Carl Axel Wachtmeister                    | 9. Juni 1809       | 5. April 1810      |
| Fredrik Gyllenborg                        | 5. April 1810      | 18. August 1829    |
| Mathias Rosenblad                         | 18. August 1829    | 16. Mai 1840       |
| Arvid Mauritz Posse                       | 16. Mai 1840       | 5. September 1840  |
| Carl Petter Törnebladh (geschäftsleitend) | 5. September 1840  | 14. Januar 1841    |
| Carl Petter Törnebladh                    | 14. Januar 1841    | 5. Januar 1843     |
| Lars Herman Gyllenhaal                    | 5. Januar 1843     | 28. Dezember 1844  |
| Johan Nordenfalk                          | 28. Dezember 1844  | 9. März 1846       |
| Arvid Mauritz Posse                       | 23. März 1846      | 10. April 1848     |
| Gustaf Sparre                             | 10. April 1848     | 25. September 1856 |
| Claës Günther                             | 25. September 1856 | 7. April 1858      |
| Louis De Geer                             | 7. April 1858      | 3. Juni 1870       |
| Axel Adlercreutz                          | 3. Juni 1870       | 8. April 1874      |
| Edvard Carleson                           | 4. Mai 1874        | 11. Mai 1875       |
| Louis De Geer                             | 11. Mai 1875       | 20. März 1876      |

## Justizminister (seit 1876)
| Name                                 | Amtsbeginn         | Amtsende           | Partei                                             |
| ------------------------------------ | ------------------ | ------------------ | -------------------------------------------------- |
| Louis De Geer                        | 20. März 1876      | 6. Juni 1879       |                                                    |
| Ludvig Almqvist                      | 6. Juni 1879       | 19. April 1880     |                                                    |
| Nils von Steyern                     | 19. April 1880     | 6. Februar 1888    |                                                    |
| Axel Bergström                       | 6. Februar 1888    | 28. September 1888 |                                                    |
| Axel Örbom                           | 28. September 1888 | 30. Mai 1889       |                                                    |
| August Östergren                     | 12. Juni 1889      | 5. Februar 1896    |                                                    |
| Ludvig Annerstedt                    | 5. Februar 1896    | 5. Dezember 1901   |                                                    |
| Hjalmar Hammarskjöld                 | 5. Dezember 1901   | 5. Juli 1902       |                                                    |
| Ossian Berger                        | 5. Juli 1902       | 2. August 1905     | Lantmannapartiet                                   |
| Gustaf Berg                          | 2. August 1905     | 7. November 1905   | Första kammarens protektionistiska majoritetsparti |
| Karl Staaff                          | 7. November 1905   | 29. Mai 1906       | Liberala samlingspartiet                           |
| Albert Petersson                     | 29. Mai 1906       | 7. Oktober 1911    | Allmänna Valmansförbundet                          |
| Gustaf Sandström                     | 7. Oktober 1911    | 17. Februar 1914   | Liberala samlingspartiet                           |
| Berndt Hasselrot                     | 17. Februar 1914   | 30. März 1917      |                                                    |
| Steno Stenberg                       | 30. März 1917      | 19. Oktober 1917   | Allmänna Valmansförbundet                          |
| Eliel Löfgren                        | 19. Oktober 1917   | 10. März 1920      | Liberala samlingspartiet                           |
| Östen Undén                          | 10. März 1920      | 30. Juni 1920      | Sveriges socialdemokratiska arbetareparti          |
| Assar Åkerman                        | 30. Juni 1920      | 27. Oktober 1920   | Sveriges socialdemokratiska arbetareparti          |
| Birger Ekeberg                       | 27. Oktober 1920   | 13. Oktober 1921   |                                                    |
| Assar Åkerman                        | 13. Oktober 1921   | 19. April 1923     | Sveriges socialdemokratiska arbetareparti          |
| Birger Ekeberg                       | 19. April 1923     | 18. Oktober 1924   |                                                    |
| Torsten Nothin                       | 18. Oktober 1924   | 7. Juni 1926       | Sveriges socialdemokratiska arbetareparti          |
| Johan Thyrén                         | 7. Juni 1926       | 2. Oktober 1928    | Frisinnade Landsföreningen                         |
| Georg Bissmark                       | 2. Oktober 1928    | 7. Juni 1930       | Allmänna Valmansförbundet                          |
| Natanael Gärde                       | 7. Juni 1930       | 24. September 1932 |                                                    |
| Karl Schlyter                        | 24. September 1932 | 19. Juni 1936      | Sveriges socialdemokratiska arbetareparti          |
| Thorwald Bergquist                   | 19. Juni 1936      | 28. September 1936 |                                                    |
| Karl Gustaf Westman                  | 28. September 1936 | 29. August 1943    | Bondeförbundet                                     |
| Thorwald Bergquist                   | 30. August 1943    | 31. Juli 1945      | Folkpartiet liberalerna                            |
| Herman Zetterberg                    | 31. Juli 1945      | 30. September 1957 | Sveriges socialdemokratiska arbetareparti          |
| Ingvar Lindell                       | 1. Oktober 1957    | 30. November 1959  | Sveriges socialdemokratiska arbetareparti          |
| Herman Kling                         | 1. Dezember 1959   | 14. Oktober 1969   | Sveriges socialdemokratiska arbetareparti          |
| Lennart Geijer                       | 14. Oktober 1969   | 8. Oktober 1976    | Sveriges socialdemokratiska arbetareparti          |
| Sven Romanus                         | 8. Oktober 1976    | 12. Oktober 1979   |                                                    |
| Håkan Winberg                        | 12. Oktober 1979   | 5. Mai 1981        | Moderata samlingspartiet                           |
| Carl Axel Petri                      | 5. Mai 1981        | 8. Oktober 1982    |                                                    |
| Ove Rainer                           | 8. Oktober 1982    | 10. November 1983  | Sveriges socialdemokratiska arbetareparti          |
| Anna-Greta Leijon (geschäftsleitend) | 10. November 1983  | 15. November 1983  | Sveriges socialdemokratiska arbetareparti          |
| Sten Wickbom                         | 15. November 1983  | 19. Oktober 1987   | Sveriges socialdemokratiska arbetareparti          |
| Anna-Greta Leijon                    | 19. Oktober 1987   | 7. Juni 1988       | Sveriges socialdemokratiska arbetareparti          |
| Thage G. Peterson                    | 8. Juni 1988       | 30. September 1988 | Sveriges socialdemokratiska arbetareparti          |
| Laila Freivalds                      | 4. Oktober 1988    | 4. Oktober 1991    | Sveriges socialdemokratiska arbetareparti          |
| Gun Hellsvik                         | 4. Oktober 1991    | 7. Oktober 1994    | Moderata samlingspartiet                           |
| Laila Freivalds                      | 7. Oktober 1994    | 21. September 2000 | Sveriges socialdemokratiska arbetareparti          |
| Lena Hjelm-Wallén (geschäftsleitend) | 21. September 2000 | 16. Oktober 2000   | Sveriges socialdemokratiska arbetareparti          |
| Thomas Bodström                      | 16. Oktober 2000   | 6. Oktober 2006    | Sveriges socialdemokratiska arbetareparti          |
| Beatrice Ask                         | 6. Oktober 2006    | 3. Oktober 2014    | Moderata samlingspartiet                           |
| Morgan Johansson                     | 3. Oktober 2014    | 18. Oktober 2022   | Sveriges socialdemokratiska arbetareparti          |
| Gunnar Strömmer                      | 18. Oktober 2022   | amtierend          | Moderata samlingspartiet                           |